# Douradina (Paraná)
Pour les articles homonymes, voir Douradina.
Douradina est une municipalité brésilienne située dans l'État du Paraná.